# Hugo IV. von Lusignan
Hugo IV. von Lusignan († 1026), genannt „der Braune“ (lateinisch Brunus), war der vierte Herr von Lusignan und Sohn von Hugo dem Weißen und dessen Gattin Arsendis.
Hugo war eine stürmische Persönlichkeit und brachte die Familie Lusignan auf den Weg, in Europa und schließlich auch im Nahen Osten einige Prominenz zu erlangen.
Hugo führte viele Jahre Krieg mit den Vizegrafen von Thouars, deren Lehen er als rechtmäßig seines betrachtete durch die Hochzeit mit Audéarde (Aldiarde), der Tochter des Vizegrafen Ralf von Thouars. Als Mitgift erhielt Hugo die Burg Mouzeuil. Hugo besaß bereits die Burg Lusignan, die sein Großvater Hugo der Gütige erbaut hatte, sowie die Burg Couhé, die einst der Herzog von Aquitanien erbauen ließ. Als Vizegraf Ralf starb, eroberte dessen Nachfolger Gottfried von Thouars Mouzeuil zurück.
Hugo führte auch einen langen Krieg gegen Amalrich I. von Rancon, der Civray, ein Lehen des Grafen Bernard I. von La Marche an sich gerissen hatte. Verbündet mit Herzog Wilhelm V. von Aquitanien, eroberten Hugo und Bernard Civray zurück und Hugo erhielt es als Lehen, auch wenn er es bald wieder verlor. Den Krieg gegen Amalrich I. führte er unterdessen weiter.
Als die Vizegrafschaft Châtellerault vakant wurde, bewarb sich Hugo bei Herzog Wilhelm um Belehnung, erhielt aber nur leere Versprechungen. Hugo führte daraufhin Krieg gegen den Herzog, bis dieser ihn mit Vivonne belehnte, das einst seinem Onkel Joscelin gehört hatte, der 1015 kinderlos gestorben war. Später entzog Wilhelm Hugo die Einkunftsrechte an der Steuer der Abtei Saint-Maixent, die seine Mutter Emma, Gattin des Herzogs Wilhelm IV. von Aquitanien, Hugos Vater gewährt hatte.
Am 6. März 1025 tauschte Hugo Ländereien mit der Abtei Saint-Hilaire-de-Poitiers, um Klöster für sein Seelenheil zu stiften. Der Herzog holte beim König Robert II. von Frankreich zwei Urkunden ein, die Hugos Klostergründungen in Lusignan und Couhé bestätigten. Hugo und Isembart, Bischof von Poitou, schrieben daraufhin an Papst Johannes XIX., um Exemtion von allen Autoritäten für diese Klöster außer dem Kloster von Nouaillé. Die Exemtion wurde gewährt.
Im Kloster von Notre-Dame-et-Saint-Junien in Lusignan verfasste ein Mönch die Chronik Conventum inter Guillelmum ducem Aquitaniae et Hugonem Chiliarchum, die Hugos Kriege preist. Laut dieser Chronik starb Hugo ein Jahr nach seiner abschließenden Vereinbarung mit dem Herzog, also um 1026.
Er hinterließ mindestens zwei Söhne: Hugo V. von Lusignan, genannt „der Fromme“, der sein Nachfolger wurde, und Rorgo von Lusignan, der Mönch wurde.